# Associazione Calcio Cesenatico 1986-1987
Questa voce raccoglie le informazioni riguardanti l'Associazione Calcio Cesenatico nelle competizioni ufficiali della stagione 1986-1987.

## Rosa
| N. |                   | Ruolo | Calciatore         |
| -- | ----------------- | ----- | ------------------ |
|    | Italia (bandiera) | D     | Matteo Abbondanza  |
|    | Italia (bandiera) | D     | Ivano Belletti     |
|    | Italia (bandiera) |       | Benvenuti          |
|    | Italia (bandiera) | A     | Andrea Bettelli    |
|    | Italia (bandiera) |       | Bracci             |
|    | Italia (bandiera) | P     | Andrea Brigliadori |
|    | Italia (bandiera) | C     | Claudio Casellato  |
|    | Italia (bandiera) |       | Ercolani           |
|    | Italia (bandiera) |       | Fagioli            |
|    | Italia (bandiera) |       | Fariselli          |
|    | Italia (bandiera) | C     | Alberto Ferri      |
|    | Italia (bandiera) | C     | Antonio Germano    |
|    | Italia (bandiera) | D     | Roberto Imbimbo    |

| N. |                   | Ruolo | Calciatore           |
| -- | ----------------- | ----- | -------------------- |
|    | Italia (bandiera) | C     | Pierpaolo Lauretti   |
|    | Italia (bandiera) | D     | Mauro Lavanna        |
|    | Italia (bandiera) | D     | Stefano Liquidato    |
|    | Italia (bandiera) | D     | Moreno Mozzone       |
|    | Italia (bandiera) | P     | Andrea Muccioli      |
|    | Italia (bandiera) | D     | Alessandro Palatella |
|    | Italia (bandiera) | D     | Michele Pasquini     |
|    | Italia (bandiera) | A     | Carlo Rocca          |
|    | Italia (bandiera) | A     | Enrico Russo         |
|    | Italia (bandiera) |       | Sarpieri             |
|    | Italia (bandiera) | C     | Matteo Senni         |
|    | Italia (bandiera) | C     | Maurizio Teodorani   |
|    | Italia (bandiera) | A     | Massimo Tosoni       |